# Список графств Острова Принца Эдуарда
Канадская провинция Остров принца Эдуарда делится на три округа, которые исторически использовались в качестве административных единиц для правительства провинции, а до Конфедерации (1873 год) — колониального правительства.
Округа больше не используются в качестве административных границ правительства провинции, однако Статистическая служба Канады продолжает использовать их в качестве переписных подразделений для статистических целей при проведении переписи населения Канады.
| Округ | Адм. центр | Год создания | Население (2011) | Население (2016) | Изменение | Площадь  | Плотность населения |
| ----- | ---------- | ------------ | ---------------- | ---------------- | --------- | -------- | ------------------- |
| Кингс | Джорджтаун | 1765         | 17,990           | 17,160           | -4.6%     | 1,686.34 | 10.2                |
| Куинс | Шарлоттаун | 1765         | 77,866           | 82,017           | +5.3%     | 2,020.48 | 40.6                |
| Принс | Саммерсайд | 1765         | 44,348           | 43,730           | -1.4%     | 1,979.21 | 22.1                |
| Сумма | —          | —            | 140,204          | 142,907          | +1.9%     | 5,686.03 | 25.1                |